# Nomada belfragei
Nomada belfragei är en biart som beskrevs av Cresson 1878. Nomada belfragei ingår i släktet gökbin, och familjen långtungebin. Inga underarter finns listade i Catalogue of Life.